# Monte Falterona
Monte Falterona – szczyt w Apeninach Środkowych, w dolinie Casentino, na Półwyspie Apenińskim. Znajduje się na terenie włoskiego Parco nazionale delle Foreste Casentinesi, Monte Falterona e Campigna. Przez szczyt przechodzi granica pomiędzy prowincjami florencką, Arezzo i Forlì-Cesena, jak również tradycyjna granica pomiędzy Toskanią i Emilia-Romanią.
Zbocza góry pokrywają lasy bukowe. Ze stoków Monte Falterona wypływa rzeka Arno (źródło Capo d'Arno na wysokości 1358 m n.p.m.). O fakcie tym wspomina w Boskiej komedii Dante Alighieri (Czyściec, Pieśń XIV). Na zboczach góry, w tzw. Lago degli Idoli, archeolodzy znaleźli liczne figurki etruskie.